# Erzbistum Tirana-Durrës
Das Erzbistum Tirana-Durrës (albanisch Kryepeshkopata Tiranë-Durrës; lateinisch Archidioecesis Tiranensis-Dyrracena) ist eine von zwei römisch-katholischen Erzdiözesen in Albanien und hat seinen Sitz in Tirana.

## Geschichte
Durrës (griech. Dyrrachion) gilt als einer der ältesten Bischofssitze der Welt. Nach der kirchlichen Tradition hat der Apostel Paulus das Christentum bis nach Illyrien verbreitet und in Dyrrachion den ersten Bischof eingesetzt. Die Metropoliten von Durrës haben nachweislich an mehreren der ökumenischen Konzilien teilgenommen. Anders als die meisten illyrischen Bistümer ist Dyrrachion in den Stürmen der Völkerwanderung nicht untergangen. Seit dem Mittelalter war die Jurisdiktion zwischen dem Papst in Rom und den Patriarchen von Konstantinopel umstritten. Nach dem Schisma von 1054 amtierten daher je nach der den machtpolitischen Verhältnissen manchmal Lateiner, manchmal Griechen als Erzbischof von Durrës. Etwa im 13. Jahrhundert bildeten sich getrennte Hierarchien der beiden Kirchen heraus. Seitdem gibt es neben einem orthodoxen Metropoliten einen katholischen Erzbischof, der dem Heiligen Stuhl direkt unterstellt ist.

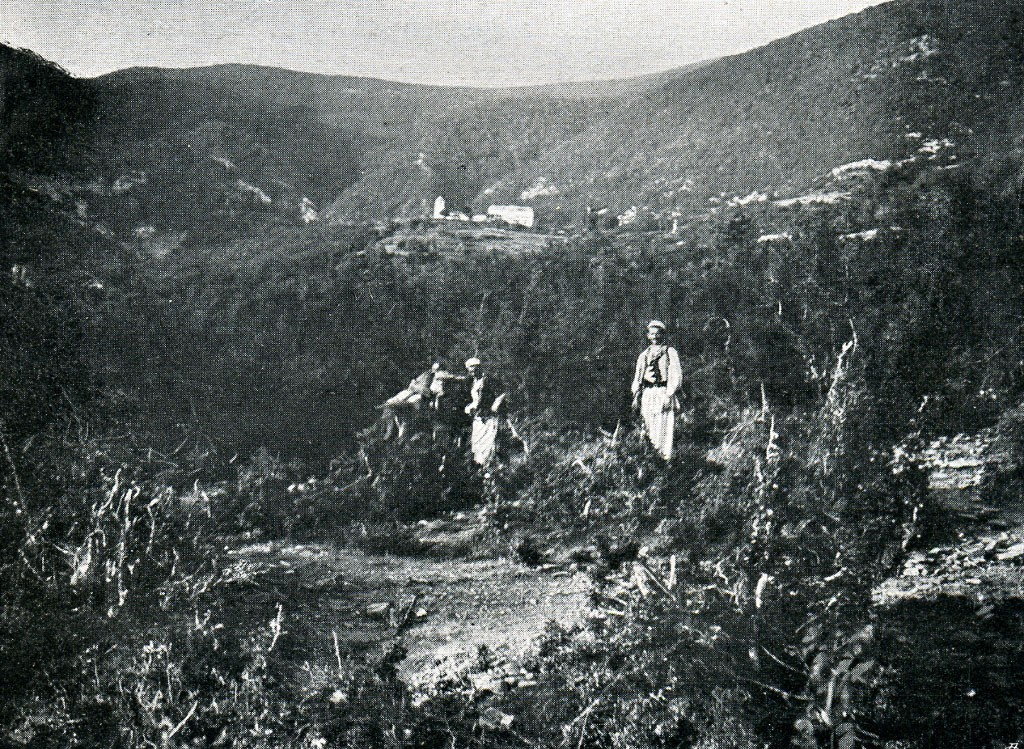
Bischöfliche Residenz in Delbenisht um 1912

Nachdem die Osmanen Durrës 1501 eingenommen hatten, war das Erzbistum lange Zeit vakant oder seine Inhaber residierten im Ausland oder in den Bergen Albaniens in der Region Kurbin, da die osmanischen Behörden katholischen Bischöfen die Ausübung ihres Amtes nur in seltenen Fällen gestatteten. Erst seit der Mitte des 19. Jahrhunderts waren die Katholiken den orthodoxen Christen in dieser Hinsicht gleichgestellt, und der Erzbischof konnte wieder in Durrës residieren, worauf dort die St.-Lucia-Kathedrale erbaut wurde. In Delbnisht, einem Dorf bei Laç, hatte der Erzbischof aber bis zum Ersten Weltkrieg eine Sommerresidenz, und die dortige Kirche wurde ebenfalls als Kathedrale bezeichnet; die Türken nannten den Erzbischof weiterhin Bischof von Kurbin. Zum Erzbistum gehörten damals weite Teile des heutigen Albanien, im Norden bis zum Fluss Mat, im Süden über die moderne Grenze hinaus bis nach Ioannina und Preveza in Nordgriechenland; in dem großen Gebiet gab es 1890 aber nur 19 Pfarreien und die Katholiken stellten weniger als 10 % der Bevölkerung und waren nebst den die Mehrheit bildenden Muslimen und Orthodoxen vielerorts gar nicht präsent.
War Tirana noch bis Anfang der 1920er Jahre eine Kleinstadt mit fast ausschließlich muslimischer Bevölkerung gewesen, änderte sich dies mit der Erhebung zur Hauptstadt Albaniens. Auch Katholiken zogen nun dorthin, und die Jesuiten errichteten eine große Pfarrkirche. 1920–1926 und 1936–1938 war der Heilige Stuhl mit einem Apostolischen Delegaten in Tirana präsent. Bis nach dem Zweiten Weltkrieg blieb jedoch die Hafenstadt Durrës Sitz des Erzbischofs.
Nach Kriegsende verhafteten die Kommunisten den seit 1940 amtierenden Erzbischof Vinçenc Prennushi. Er wurde gefoltert und als Volksfeind durch ein Militärgericht in Durrës zu zwanzig Jahren Gefängnis und Zwangsarbeit verurteilt. Geschwächt durch Folter und Haft starb er 1949 im Gefängnis. Danach war die Erzdiözese bis zum Ende des Kommunismus ohne geordnete Führung. Der Heilige Stuhl ernannte zwar 1958 mit Nikollë Troshani († 1994) noch einmal einen Apostolischen Administrator, der geheim geweiht wurde und trotzdem kurz darauf für Jahrzehnte ins Gefängnis gesteckt wurde. Troshani war der einzige albanische Bischof, der das Ende des kommunistischen Regimes erlebte. Mit der Verhängung des Religionsverbots in Albanien 1967 existierte die Erzdiözese Durrës faktisch nicht mehr.

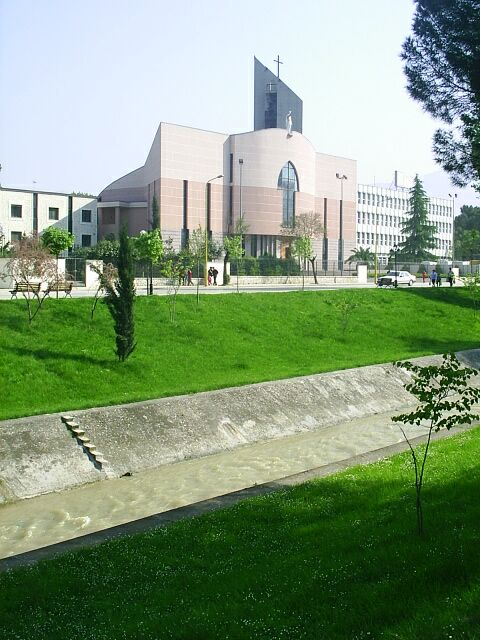
Pauluskathedrale in Tirana

Nach dem Sturz des kommunistischen Regimes 1990 musste die kirchliche Hierarchie und Verwaltung vollständig neu errichtet werden. Das Erzbistum wurde von Papst Johannes Paul II. 1992 mit dem Namen Durrës-Tirana wiedererrichtet und um einen Teil des Gebiets der ehemaligen Territorialabtei Orosh erweitert. Der Apostolische Administrator Troshani trat im selben Jahr zurück. Rrok Mirdita wurde Weihnachten 1992 neuer Erzbischof. 1996 wurden im Norden wieder einige Gebiete abgetrennt, die zum neu gegründeten Bistum Rrëshen kamen. 2002 wurde die Pauluskathedrale geweiht. Am 25. Januar 2005 erhob Papst Johannes Paul II. mit der Apostolischen Konstitution Solet Apostolica Sedes das Bistum Tirana-Durrës zum Erzbistum mit Sitz eines Metropoliten, dem das Bistum Rrëshen und die Apostolische Administratur für Südalbanien als Suffragandiözesen unterstehen.